# 米海爾九世

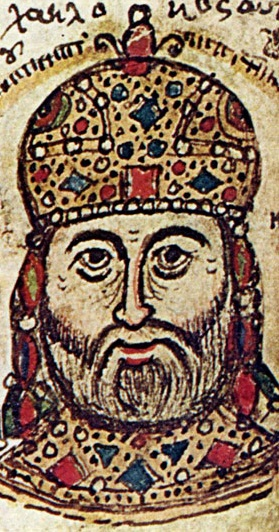
米海爾九世·巴列奥略畫像

米海爾九世·巴列奥略（1277年4月17日—1320年10月12日）巴列奥略王朝的拜占庭帝國共治皇帝（1294年—1320年在位）。
米海爾九世是安德洛尼卡二世的長子，於1294年或1295年被父親加冕為共治皇帝。1300年，米海爾九世成為奄蔡人僱傭兵的首領被派往對抗在小亞細亞的土耳其人，1304年－1305年，米海爾九世被指控勾結加泰羅尼亞叛逆。加泰羅尼亞叛軍司令羅傑·德許被謀殺之後，米海爾九世率領拜占庭軍隊對抗加泰羅尼亞叛逆（增加了土耳其人及和5-8,000 奄蔡人），但被擊敗及打傷。
米海爾九世於1307年對抗保加利亞皇帝泰奧多爾·斯維托斯拉夫，但是最終失敗，最後並將他的女兒嫁給保加利亞皇帝以締結和平。在1311年，米海爾九世又被奧斯曼一世打敗。米海爾九世最終在帖撒羅尼迦退役，並於1320年在在那裡去世。
米海爾九世是一個勇敢而又充滿活力的軍士，他願意作出個人犧牲以支持或鼓勵他的部隊，米海爾九世時常無法打敗他的敵人，並且是巴列奧略王朝唯一一位早於父親去世的皇帝。米海爾九世在43歲時的過早死亡，部分歸因於他的小兒子曼努埃爾·巴列奥略被他的大兒子共治皇帝安德洛尼卡三世的家臣意外地謀殺。
| 前任： 安德洛尼卡二世 | 拜占庭皇帝列表 | 继任： 安德洛尼卡二世 |